# Крушинка (Могилёвская область)
Круши́нка (бел. Крушынка) — деревня в составе Горбацевичского сельсовета Бобруйского района Могилёвской области Республики Беларусь.

## Население
- 1999 год — 23 человека
- 2010 год — 18 человек